# Grand Prix automobile du Brésil 2002
GP précédent GP suivant
Le Grand Prix automobile du Brésil 2002 (Grande Prêmio do Brasil 2002), disputé le 31 mars 2002 sur le circuit d'Interlagos, est la 683e épreuve du championnat du monde de Formule 1 courue depuis 1950. Il s'agit de la trentième édition du Grand Prix du Brésil comptant pour le championnat du monde de Formule 1 et de la troisième manche du championnat 2002.

## Classement
| Pos. | No | Pilote                | Écurie           | Tours | Temps/Abandon                      | Grille | Points |
| ---- | -- | --------------------- | ---------------- | ----- | ---------------------------------- | ------ | ------ |
| 1    | 1  | Michael Schumacher    | Ferrari          | 71    | 1 h 31 min 43 s 663 (200,118 km/h) | 2      | 10     |
| 2    | 5  | Ralf Schumacher       | Williams-BMW     | 71    | + 0 s 588                          | 3      | 6      |
| 3    | 3  | David Coulthard       | McLaren-Mercedes | 71    | + 59 s 109                         | 4      | 4      |
| 4    | 15 | Jenson Button         | Renault          | 71    | + 1 min 06 s 883                   | 7      | 3      |
| 5    | 6  | Juan Pablo Montoya    | Williams-BMW     | 71    | + 1 min 07 s 563                   | 1      | 2      |
| 6    | 24 | Mika Salo             | Toyota           | 70    | + 1 tour                           | 10     | 1      |
| 7    | 16 | Eddie Irvine          | Jaguar-Ford      | 70    | + 1 tour                           | 13     |        |
| 8    | 17 | Pedro de la Rosa      | Jaguar-Ford      | 70    | + 1 tour                           | 11     |        |
| 9    | 10 | Takuma Satō           | Jordan-Honda     | 69    | + 2 tours                          | 19     |        |
| 10   | 11 | Jacques Villeneuve    | BAR-Honda        | 68    | Moteur                             | 15     |        |
| 11   | 23 | Mark Webber           | Minardi-Asiatech | 68    | + 3 tours                          | 20     |        |
| 12   | 4  | Kimi Räikkönen        | McLaren-Mercedes | 67    | Écrou de roue                      | 5      |        |
| 13   | 22 | Alex Yoong            | Minardi-Asiatech | 67    | + 4 tours                          | 22     |        |
| Abd. | 7  | Nick Heidfeld         | Sauber-Petronas  | 61    | Freins                             | 9      |        |
| Abd. | 14 | Jarno Trulli          | Renault          | 60    | Moteur                             | 6      |        |
| Abd. | 8  | Felipe Massa          | Sauber-Petronas  | 41    | Collision                          | 12     |        |
| Abd. | 25 | Allan McNish          | Toyota           | 40    | Roue                               | 16     |        |
| Abd. | 12 | Olivier Panis         | BAR-Honda        | 25    | Boîte de vitesses                  | 17     |        |
| Abd. | 20 | Heinz-Harald Frentzen | Arrows-Ford      | 25    | Suspension                         | 18     |        |
| Abd. | 21 | Enrique Bernoldi      | Arrows-Ford      | 19    | Suspension                         | 21     |        |
| Abd. | 2  | Rubens Barrichello    | Ferrari          | 16    | Panne hydraulique                  | 8      |        |
| Abd. | 9  | Giancarlo Fisichella  | Jordan-Honda     | 6     | Moteur                             | 14     |        |

## Pole position et record du tour
- Pole position : Juan Pablo Montoya en 1 min 13 s 114 (vitesse moyenne : 212,167 km/h).
- Meilleur tour en course : Juan Pablo Montoya en 1 min 16 s 079 au 60e tour (vitesse moyenne : 203,899 km/h).

## Tours en tête
- Michael Schumacher : 63 (1-13 / 17-39 / 45-71)
- Rubens Barrichello : 3 (14-16)
- Ralf Schumacher : 5 (40-44)

## Statistiques
- 55e victoire pour Michael Schumacher.
- 100e podium de Michael Schumacher, deuxième pilote à atteindre ce cap après Alain Prost (106 podiums).
- 146e victoire pour Ferrari en tant que constructeur.
- 146e victoire pour Ferrari en tant que motoriste.
- Le footballeur Pelé, désigné pour agiter le drapeau à damiers, le brandit devant Takuma Satō et non devant le vainqueur Michael Schumacher. Lorsque celui-ci passa la ligne d'arrivée, aucun drapeau ne fut brandit car Pelé croyait avoir effectué sa tâche.